# César Jiménez Doménech
César Jiménez Doménech (Castelló de la Plana, 18 de març de 1976) és un informàtic i polític valencià, diputada a les Corts Valencianes en la IX legislatura.

## Biografia
En 1999 es llicencià en enginyeria informàtica per la Universitat Jaume I. També és màster en cooperació internacional, especialitat Planificació pel Desenvolupament Local.
Ha treballat com a analista de sistemes informàtic, fou membre de comitè d'empresa i de gener de 2012 a maig de 2015 fou responsable de l'oficina castellonenca de l'ONG Medicus Mundi. En gener de 2015 fou nomenat secretari general de Podem a Castelló, i com cap de llista fou elegit diputat a les eleccions a les Corts Valencianes de 2015 on va presidir la Comissió de Política Social, Ocupació i Polítiques d'Igualtat de les Corts Valencianes.
Amb l'entrada de Podem al govern del Botànic a partir de les eleccions de 2019, César Jiménez és nomenat Secretari Autonòmic d'Habitatge i Funció Social depenent de la conselleria d'Habitatge i Arquitectura Bioclimàtica dirigida per Rubén Martínez Dalmau. El juny de 2021 va deixar el càrrec per dirigir l'Entitat Valenciana d'Habitatge i Sòl (EVha), també depenent de la mateixa conselleria, fins al maig de 2022.